# Нічна зміна (фільм, 1990)
У Вікіпедії є статті про інші фільми з назвою Нічна зміна (фільм)
«Нічна зміна» (англ. Graveyard Shift) — американський фільм жахів 1990 року, знятий за оповіданням Стівена Кінга.

## Сюжет
Гейтсголл — маленьке занедбане американське містечко. Розташована неподалік від цвинтаря ткацька фабрика стала притулком полчища щурів. Група робітників спускається в підвал, щоб розчистити його. У результаті аварії вони виявляються в пастці — у царстві страху і жаху.

## У ролях
- Девід Ендрюс — Джон Холл
- Келлі Вульф — Джейн Вісконскі
- Стефен Махт — Ворвік
- Ендрю Дівофф — Денсон
- Вік Поліцос — Броган
- Бред Дуріф — Такер Клівленд, винищувач
- Роберт Алан Бойт — Айппестон
- Ілона Марголіс — Норделло
- Джиммі Вудард — Кармайкл
- Джонатан Емерсон — Джейсон Рід
- Майнор Рутс — Стівенсон
- Келлі Л. Гудман — секретар Ворвіка
- Сьюзен Лауден — Дейзі Мей
- Джо Перем — інспектор
- Дена Пеккард — працівник
- Скіп Вілер — працівник
- Річард Франс — працівник
- Анна Руні — працівник
- Раїса Данилова — працівник
- Еммет Кейн — помічник винищувач